# Eurocoelotes microlepidus
Eurocoelotes microlepidus är en spindelart som först beskrevs av de Blauwe 1973.  Eurocoelotes microlepidus ingår i släktet Eurocoelotes och familjen mörkerspindlar. Inga underarter finns listade i Catalogue of Life.